# Doina (Eminescu)
„Doina” este o poezie scrisă de Mihai Eminescu, publicată pentru prima oară pe 1 iulie 1883 în revista Convorbiri literare și apărută apoi în volumul Poesii din 1884.